# 科瓦利 (佐洛喬夫區)
50°20′37″N 35°55′13″E / 50.34361°N 35.92028°E
科瓦利（烏克蘭語：Ковалі）是位於烏克蘭東部的村莊，由哈爾科夫州博霍杜希夫區的佐洛奇夫市鎮負責管轄。該村始建於1700年，面積0.47平方公里，海拔高度177米，2001年人口145，人口密度每平方公里308.5人。